# 바일데어슈타트
바일데어슈타트(독일어: Weil der Stadt)는 독일의 바덴뷔르템베르크주 슈투트가르트 지역에 있는 인구 2만명 이하의 작은 마을이다. 이 마을은 슈투트가르트 시 중심부에서 서쪽으로 약 30 km 떨어져 있다. 천문학자 요하네스 케플러의 출신지이기도 하다.